# Перелли, Никола
Никола Перелли (итал. Nicola Perrelli; 22 октября 1696, Неаполь, Неаполитанское королевство — 24 февраля 1772, Рим, Папская область) — итальянский куриальный кардинал. Генеральный казначей Апостольской Палаты с 26 ноября 1753 по 24 сентября 1759. Кардинал-дьякон с 24 сентября 1759, с титулярной диаконии Сан-Джорджо-ин-Велабро с 19 ноября 1759.